# Canyon (azienda)
La Canyon Bicycles è una ditta tedesca produttrice di biciclette da corsa, mountain bike e biciclette da triathlon.

## Storia
Nel 1985 Roman Arnold e suo fratello Franc Arnold (che non è più coinvolto nella società) fondarono la Radsport Arnold come fornitore di parti di biciclette per il ciclismo. Dal 1996 sono apparse le prime bici con il marchio Canyon. La Radsport Arnold adottava una strategia di vendita diretta via Internet.
Nel 2001 la società da fornitore diventa produttore di biciclette e cambia nome in Canyon Bicycles. Negli anni successivi la ditta con sede a Coblenza, in Germania, fu in grado di assumere Hans Christian Smolik insieme ad altri esperti di progettazione di biciclette.
Nel 2006 Canyon ha presentato il suo nuovo design aziendale, che ha anche ricevuto numerosi riconoscimenti nel 2007.
In Svizzera, le biciclette Canyon sono chiamate "Pure Cycling" poiché il nome Canyon è utilizzato da un altro produttore di biciclette.